# 1859.
◄ | 18. stoljeće | 19. stoljeće | 20. stoljeće | ►
◄ | 1820-ih | 1830-ih | 1840-ih | 1850-ih | 1860-ih | 1870-ih | 1880-ih | ►
◄◄ | ◄ | 1856. | 1857. | 1858. | 1859. | 1860. | 1861. | 1862. | ► | ►►
Arhitektura • Astronomija • Biologija • Fotografija • Glazba • Kazalište • Kemija • Kiparstvo • Knjige • Književnost • Kršćanstvo • Meteorologija • Medicina • Planinarstvo • Politika • Pravo • Promet • Slikarstvo • Šport • Znanost • Željeznički promet

## Događaji
- 9. svibnja Od eksplozije nakon požara u brodskoj barutani potonuo jedrenjak habsburške mornarice vrste brik Triton ispred lokrumske obale, pri čemu je poginulo 95 mornara.
- 16. rujna – U Frankfurtu na Majni osnovano je Njemačko nacionalno udruženje. Društvo je težilo državnom ujedinjenju Njemačke pod pruskim vodstvom.
- 24. studenog – Charles Darwin objavio je Podrijetlo vrsta.

## Rođenja
- 8. siječnja – Fanny Bullock Workman, američka geografkinja, kartografkinja i istraživačica († 1925.)
- 13. siječnja – Karl Bleibtreu, njemački književnik († 1928.)
- 8. travnja – Edmund Husserl, njemački filozof († 1938.)
- 23. lipnja – Alojz Knafelc, slovenski kartograf i planinar († 1937.)
- 7. srpnja – Marko Došen, hrvatski političar († 1944.)
- 18. listopada – Henri Bergson, francuski filozof († 1941.)
- 10. studenog – Alojzije Mišić, mostarsko-duvanjski biskup († 1942.)
- 18. studenog – Anka Krežma-Barbot, hrvatska pijanistica i pedagoginja († 1914.)
- 15. prosinca – Lazar Ludvig Zamenhof, tvorac međunarodnog jezika esperanta († 1917.)

## Smrti
- 20. siječnja – Bettina von Arnim, njemačka književnica (* 1785.)
- 21. veljače – Jožef Pichler, slovenski svećenik i pisac (* 1789.)
- 6. svibnja – Alexander von Humboldt, njemački prirodoslovac i istraživač (* 1769.)
- 20. svibnja – Josip Jelačić Bužimski, hrvatski grof, dalmatinsko-hrvatsko-slavonski ban (* 1801.)
- 4. kolovoza – Ivan Vianney, francuski svetac (* 1786.)
- 28. rujna – Carl Ritter, njemački geograf (* 1779.)
- 16. prosinca – Wilhelm Grimm, njemački književnik i filolog (* 1786.)

## Vanjske poveznice
|  | Zajednički poslužitelj ima još gradiva o temi 1859. |